# РК Пролетер Зрењанин
Рукометни клуб Пролетер је српски рукометни клуб из Зрењанина. Клуб је основан 11. јануара 1949. године. Од 12. маја 1984. до 2011. због спонзорског уговора са Нафтагасом носио је име „Пролетер Нафтагас“, док од 2011. због спонзорских разлога носи име „Пролетер Агрожив“. Тренутно се такмичи у Првој лиги Србије - група Север, другом рангу лигашких такмичења, након што је у сезони 2009/10. испао из Суперлиге Србије.
Клуб је по први пут постао прволигаш у сезони 1977/78, а шампионску титулу је освојио 1990. и 1992. Такође је био финалиста Купа Југославије 1989, када је поражен од Медвешчака из Загреба. Пролетер је био финалиста ЕХФ купа 1990. и финалиста Купа европских шампиона 1991. када је у двомечу поражен од Барселоне укупним резултатом 41:40.

## Успеси
| Такмичење                 | Такмичење                | Број                     | Година                     |                          |                          |
| Национално првенство - 2  | Национално првенство - 2 | Национално првенство - 2 | Национално првенство - 2   | Национално првенство - 2 | Национално првенство - 2 |
| ------------------------- | ------------------------ | ------------------------ | -------------------------- | ------------------------ | ------------------------ |
| Првенство СФР Југославије | Првак                    | 1                        | 1989/90.                   |                          |                          |
| Првенство СФР Југославије | Други                    | 3                        | 1983/84, 1988/89, 1990/91. |                          |                          |
| Првенство СРЈ / СЦГ       | Првак                    | 1                        | 1991/92.                   |                          |                          |
| Првенство СРЈ / СЦГ       | Други                    | 1                        | 1993/94.                   |                          |                          |
| Првенство Србије          | Првак                    | 0                        | /                          |                          |                          |
| Првенство Србије          | Други                    | 0                        | /                          |                          |                          |
| Национални куп - 0        |                          |                          |                            |                          |                          |
| Куп СФР Југославије       | Победник                 | 0                        | /                          |                          |                          |
| Куп СФР Југославије       | Финалиста                | 1                        | 1988/89.                   |                          |                          |
| Куп СРЈ / СЦГ             | Победник                 | 0                        | /                          |                          |                          |
| Куп СРЈ / СЦГ             | Финалиста                | 2                        | 1992/93, 1994/95.          |                          |                          |
| Куп Србије                | Победник                 | 0                        | /                          |                          |                          |
| Куп Србије                | Финалиста                | 0                        | /                          |                          |                          |
| Континентална такмичења   |                          |                          |                            |                          |                          |
| Куп европских шампиона    | Победник                 | 0                        | /                          |                          |                          |
| Куп европских шампиона    | Финалиста                | 1                        | 1990/91.                   |                          |                          |
| Куп европских шампиона    | Полуфинале               | 0                        | /                          |                          |                          |
| ЕХФ Европски куп          | Победник                 | 0                        | /                          |                          |                          |
| ЕХФ Европски куп          | Финалиста                | 1                        | 1989/90.                   |                          |                          |
| ЕХФ Европски куп          | Полуфинале               | 2                        | 1985/86, 1991/92.          |                          |                          |
| Остала такмичења          |                          |                          |                            |                          |                          |
| Трофеј Добоја             | Победник                 | 1                        | 1991.                      |                          |                          |
| Трофеј Добоја             | Финалиста                |                          |                            |                          |                          |

## Познати играчи
- Жељко Ђурђић
- Небојша Јокић
- Момир Рнић
- Јован Славковић
- Растко Стефановић
- Љубомир Обрадовић
- Златко Чаушевић
- Жељко Бјелица
- Миливоје Бракочевић
- Драгиша Албуљ
- Зоран Томић
- Стево Никочевић
- Горан Стојић
- Драган Почуча
- Toшић Александар
- Јасмин Ункић
- Недељко Вучковић
- Војислав Малешевић
- Милан Делић
- Саша Борић
- Зоран Фајфрић
- Слободан Грубанов
- Милан Грубанов
- Блажо Лисичић
- Горан Арсенић
- Јунуз Влајчић
- Душко Грбић
- Драган Кукић
- Огњен Јокић
- Шандор Бајус
- Никола Аџић
- Саша Бабић
- Далибор Брајдић
- Бранислав Грбић
- Небојша Милић
- Веселин Михајловић
- Душан Радојчић
- Гојко Вучинић
- Александар Стајић
- Дане Шијан
- Предраг Вујновић
- Горан Џокић
- Давор Ковачић
- Стеван Славков
- Милован Јакшић
- Митар Мандић
- Митар Сушић
- Јанко Кереш
- Ненад Штрбац
- Никола Продановић
- Павле Вукоје
- Марко Вукоје
- Миленко Милићевић
- Мирко Васиљевић
- Милан Грковић
- Милутин Пантелић
- Слободан Тодоровић
- Илија Гардиновачки
- Веселин Вујић
- Ђорђе Делић
- Владимир "Вања" Ковачевић
- Иван Дреновац
- Мирко Поповић
- Драган Старчевић
- Драгољуб Перовић
- Момир Рнић
- Вељко Вујовић
- Душан Ненадић
- Милан Иванчев
- Александар Бељић
- Милош Лојаничић
- Вукашин Војводић

## Познати тренери
- Слободан "Чиле" Мишковић
- Душан Радојчић
- Слободан Тодоровић
- Радован Огризовић
- Мирко Васиљевић
- Бранко Миљковић
- Љубиша Еремић
- Бошко Баришић